# أيثارناثابال
بلدية أيثارناثابال (بالإسبانية: Aizarnazábal) هي بلدية تقع في مقاطعة غيبوثكوا التابعة لمنطقة إقليم الباسك شمال إسبانيا.

## الديموغرافيا
يبلغ عدد سكان بلدية أيثارناثابال 733 نسمة عام 2011 (وفقاً للمعهد الوطني للإحصاء الإسباني).
| 551 | 546 | 531 | 629 | 638 | 669 | 733 |